# 楊材 (正德進士)
楊材（15世紀—16世紀），字天賦，號二川，湖廣永州府零陵縣人，明朝政治人物。

## 生平
楊材是正德八年（1513年）舉人，次年（1514年）聯捷進士，獲授安仁知縣，當時寧王朱宸濠意圖謀反，他得知後上書告變，並通知浙江左布政使何天衢，令對方無法尋求外應；朱宸濠敗亡，當權者壓抑眾人功勞，王守仁替他和其他官員申辯。
之後楊材在正德十六年（1521年）以功陞任南京江西道監察御史，到嘉靖三年（1524年）再陞為雲南按察司僉事，有風骨節操聲譽，辭官回鄉時行李只有圖書數卷。

## 引用
1. 1 2  光緒《零陵縣志·卷九·人物》：楊材，字天賦，號二川，正德癸酉舉人，甲戌進士，授江西安仁令有異政；宸濠圖不軌，材洞知之，上書告變，並貽浙江左轄何天衢，陰制巨璫畢真無外應。濠敗，當時以妬王守仁故抑其功，守仁為在事諸人訟誣，材與焉；後以資擢監察御史，遷雲南僉憲，所在以風節聞，歸惟圖書數卷而已。
2. ↑  《明武宗毅皇帝實錄·卷一百九十六》：（正德十六年二月）乙未實授南京試監察御史董雲漢、王祿、楊材、李繼宗為監察御史，雲漢山東道，祿、材江西道，繼宗貴州道。
3. ↑  《明世宗肅皇帝實錄·卷三十六》：（嘉靖三年二月）丁未陞南京江西道御史楊材為雲南按察司僉事。